# Pedro Nunes de Gusmão, Mordomo-mor do Reino
Pedro Nunes de Gusmão  foi um nobre com origem no Reino de Leão, senhor de Puebla de Astúrias, Cangas e Tineo, foi também mordomo-mor do rei Fernando IV de Leão e Castela “o Emprazado”, adiantado-mor da fronteira de Andaluzia e da Galiza. Foi bisneto do rei Afonso IX de Leão.

## Relações familiares
Foi filho de Álvaro Peres de Gusmão, alcaide-mor de Sevilha e de Maria Girão filha de Gonçalo Rodrigues Girão, 17.º mestre da Ordem de Santiago e de Berengária Martines. Casou com Joana Ponce de Leão e Meneses filha de  Fernando Perez Ponce de Leão e de Urraca Guterres de Meneses, filha de Guterre Suarez de Menezes, de quem teve:
1. Alonso Melendes de Gusmão (? – 1342). Mestre da Ordem de Santiago. Casado com Maria de la Cerda, filha de Afonso de la Cerda e bisneta do rei Afonso X “o Sábio”, rei de Castela e Leão.
2. Leonor de Gusmão (Sevilha, 1310 – Talavera de la Reina, 1351) casada com João de Velasco, que faleceu sem lhe dar filhos. Foi amante do rei Afonso XI de Castela.
3. Joana de Gusmão casada com Enrique Enriquez “o Moço”, 2.º Senhor de Vilal e adiantado-mor da fronteira de Andaluzia, caudilho-mor do bispado de Jaén, e bisneto do rei Fernando III “o Santo”, rei de Castela e Leão.